# Anjos e Demônios (filme)
Anjos e Demônios é um filme brasileiro de 1970, do gênero drama, dirigido por Carlos Hugo Christensen, com roteiro baseado em história de Jotta Barroso sobre a delinquência juvenil carioca.

## Sinopse
Virgínia (Eva Christian) é uma adolescente órfã que mora com o rico tio Marcos, a quem dopa com barbitúricos para dar festas no apartamento para seus amigos. Nessas festas, às quais comparecem menores de idade e são regadas a drogas e álcool, ela se envolve com o golpista e rufião Paulo (Luiz Fernando Ianelli), adolescente que mora na Zona Norte do Rio. Ela e Paulo vão parar na polícia depois de abusarem sexualmente de outros menores, mas o advogado do tio, Henrique (Geraldo Del Rey), consegue livrá-los de serem processados. Fingindo gratidão, Virgínia se aproxima de Henrique e, ao ser levada pelo tio para fora da cidade, para se afastar das "más companhias", ela lhe conta seu plano: assassinar o tio para ficar com a fortuna dele. Henrique se deixa envolver pela moça, sem saber que ela, na verdade, pretende chantageá-lo.

## Elenco
Elenco de Anjos e Demônios:
- Eva Christian...Virgínia
- Geraldo Del Rey...Henrique
- Luiz Fernando Ianelli...Paulo
- Fregolente...Marcos
- Renato Coutinho
- Rubens de Falco...advogado no tribunal
- Pedro Pimenta
- Clementino Kelé
- Nildo Parente
- Jotta Barroso
- Fernando de Almeida
- Ary Coslov
- Magalhães Graça
- Suzy Arruda
- Rosa Sandrini
- Paulo Nolasco
- Ivan Setta
- Célio de Barros
- Fernando Ferrara
- Márcia Tânia
- Nélson Camargo
- Anibal Marotta
- Fredy Nabhan
- Mário Gomes (não creditado)